# كيتسستينهورن
كيتسستينهورن (Kitzsteinhorn) جبل يقع في اقليم سالزبورغ في النمسا، وبالتحديد فوق بلدة كابرون. يرتفع عن سطح البحر 3,203 م (10,509 قدم). ويشتهر هذا الجبل بكونه منحدر تزلج ومنتجع للرياضات الشتوية.

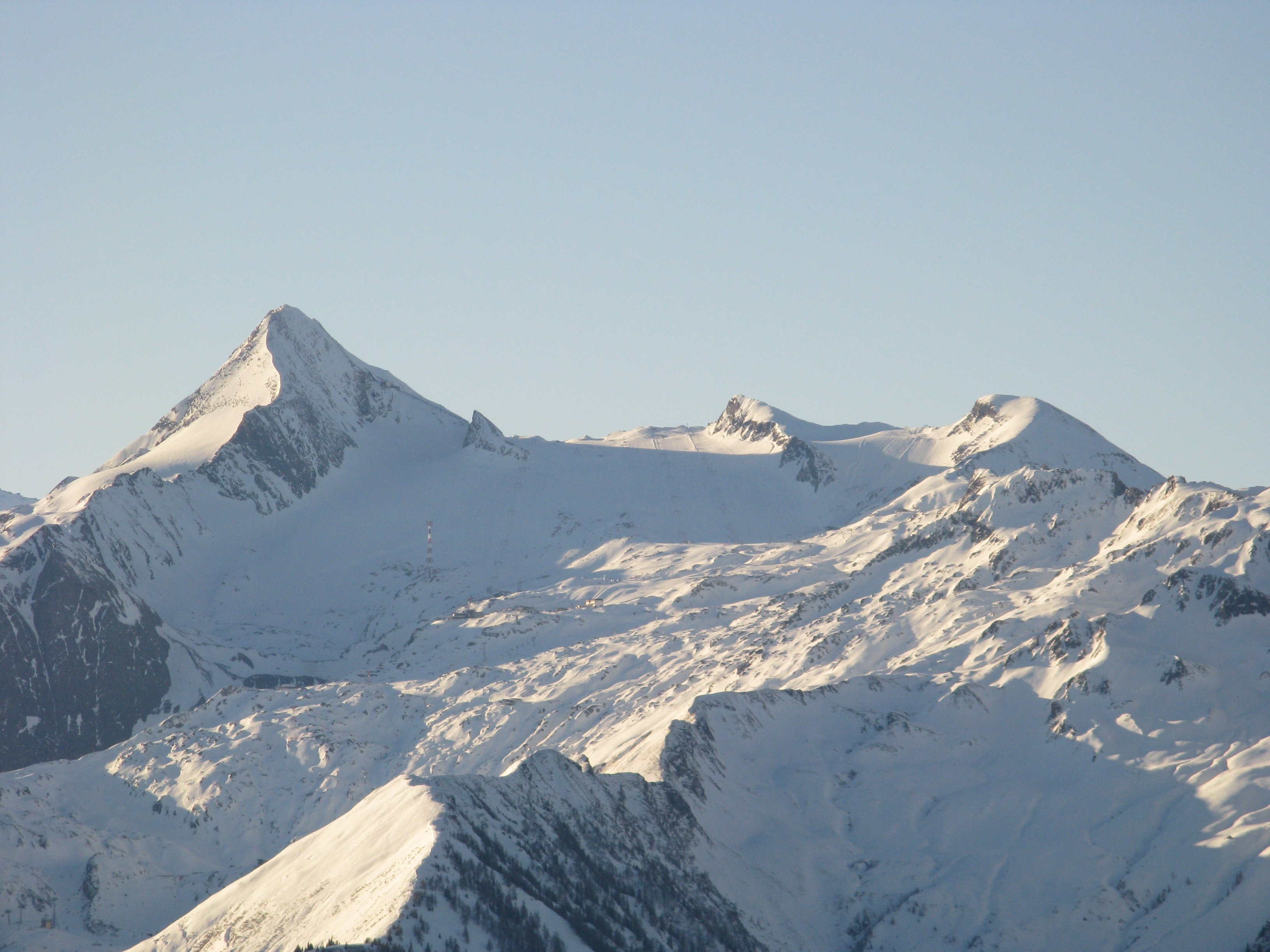
جبل كتزشتاينهون

## روابط خارجية
- Gletscherbahnen Kaprun AG